# Rinat Galimsanowitsch Scharafulin
Rinat Galimsanowitsch Scharafulin (russisch Ринат Галимзанович Шарафуллин; * 26. August 1951) ist ein ehemaliger sowjetischer Radrennfahrer und nationaler Meister im Radsport.

## Sportliche Laufbahn
Sein erster bedeutender Erfolg war der 2. Platz in der Jugoslawien-Rundfahrt 1972. 1973 gewann er mit Gennadi Komnatow, Iwan Skossyrew und Wiktor Skossyrew die nationale Meisterschaft im Mannschaftszeitfahren. Er wurde Dritter der Krim-Rundfahrt hinter dem Sieger Waleri Lichatschow und wurde danach für die Internationalen Friedensfahrt nominiert. In dem Etappenrennen gewann er eine Etappe und wurde 19. der Gesamtwertung. 1974 holte die Silbermedaille bei den UCI-Straßen-Weltmeisterschaften im Mannschaftszeitfahren. Der sowjetische Vierer wurde mit Waleri Tschaplygin, Rinat Scharafulin, Uladsimir Kaminski und Gennadi Komnatow Zweiter hinter dem Team aus Schweden. Ebenfalls 1974 gewann er die Bulgarien-Rundfahrt. 1976 wurde Scharafulin im Giro del Bergamasco Zweiter hinter Vittorio Algeri und gewann zwei Etappen des Rennens. Einen Etappensieg holte er in der Slowakei-Rundfahrt. In der Vuelta al Táchira 1977 gewann er eine Etappe und die Bergwertung. Im Milk Race kam er auf den 10. Rang.